# Psalter Karls des Kahlen

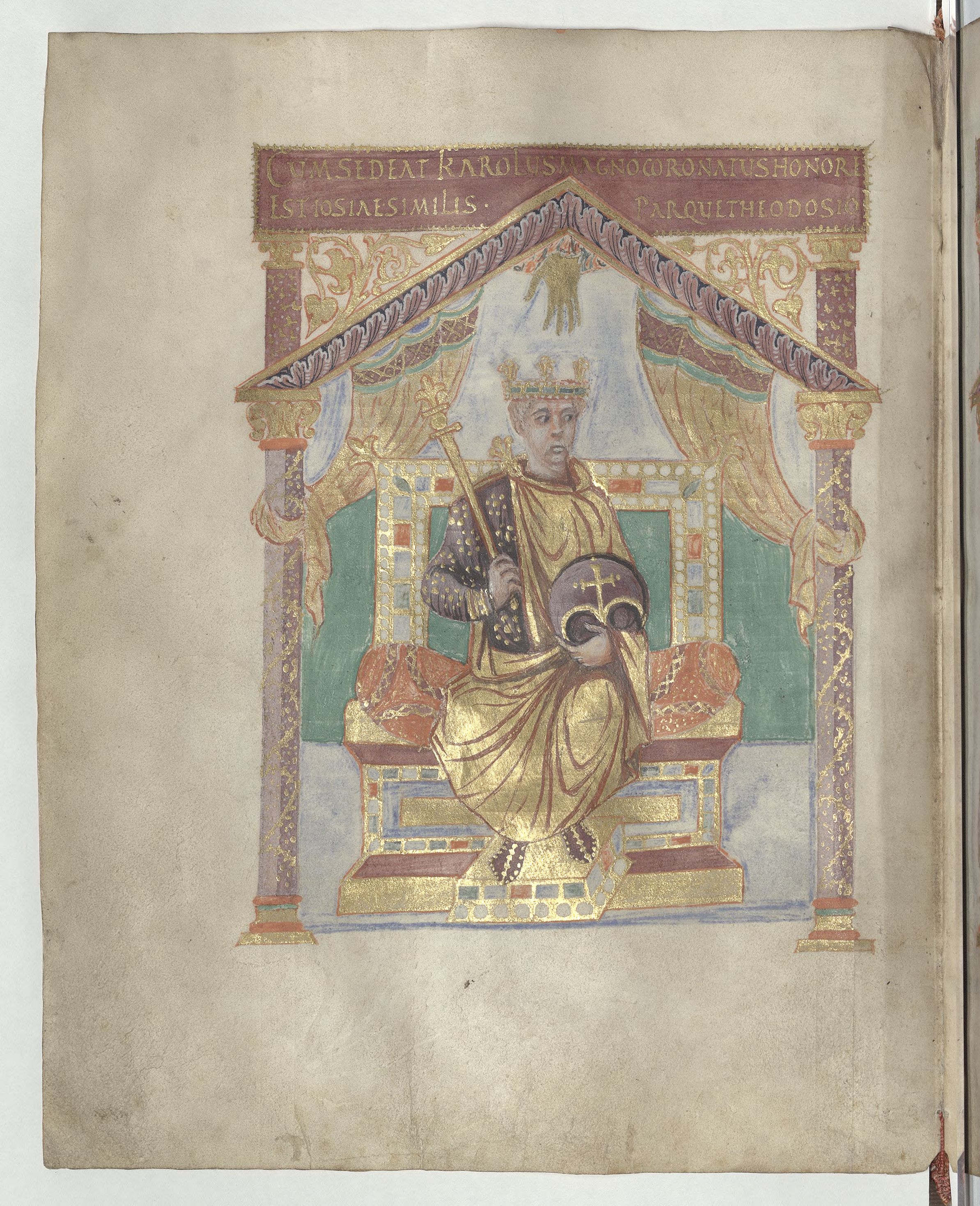
Psalter Karls des Kahlen: Kaiser Karl auf dem Thron, f. 3v.

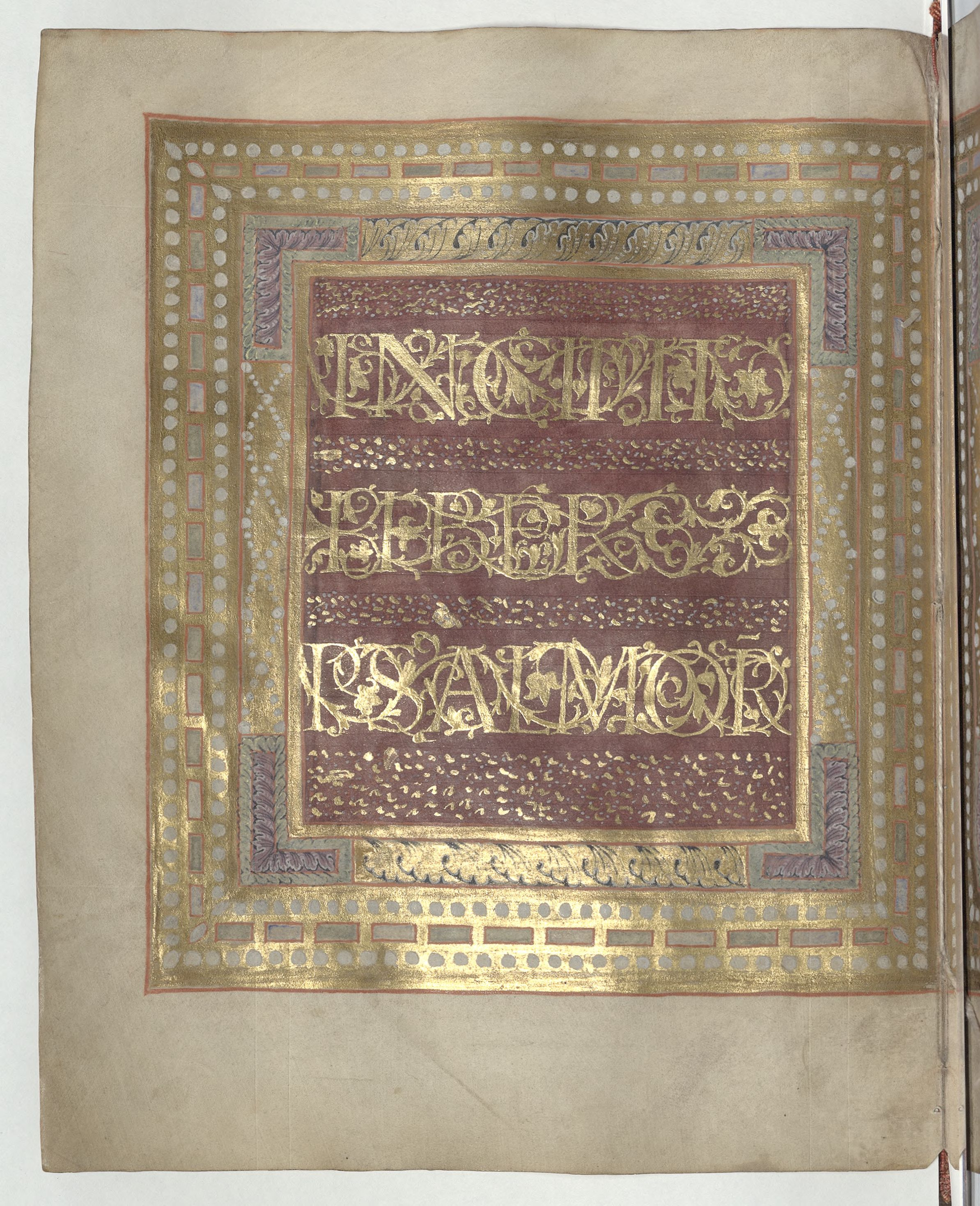
Psalter Karls des Kahlen: Incipit-Seite f. 4v.

Der Psalter Karls des Kahlen (lateinisch Psalterium Caroli Calvi, französisch Psautier de Charles le Chauve) ist eine prächtig mit Gold und Purpur ausgestattete karolingische Bilderhandschrift, die zwischen 842 und 869 in der Hofschule Karls des Kahlen entstand. Der Psalter befindet sich heute in der Bibliothèque nationale in Paris (Sign. lat. 1152).

## Schreiber und Schrift
Die Handschrift besteht aus 173 Pergamentblättern der Größe 240 × 195 mm, die durchgehend einspaltig mit Goldtinte in Unzialen beschrieben sind, lediglich sechs Seiten (41r, 56r, 69v, 87v, 103r und 121r) sind in einer karolingischen Minuskel geschrieben. Die Initialen und Überschriften haben einen Purpurhintergrund. Auf f. 172v nennt der Schreiber Liuthard in einem Hexameter seinen Namen: Hic calamus facto Liuthardi fine quievit. (Hier ruht der Stift des Liuthard, nachdem das Ende erreicht ist). Liuthard und sein Bruder Beringer sind auch als die Schreiber des Codex aureus von St. Emmeram bekannt. Die Entstehungszeit wird aus einer Fürbitte auf f. 172r erschlossen: ut Hirmintrudem coniugem nostram conservare digneris te rogamus audi nos (wir bitten dich, dass du unsere Gattin Irmentrud beschützen mögest). Daraus ergibt sich eine Entstehungszeit zwischen der Hochzeit Karls des Kahlen mit Irmentrud 842 und ihrem Tod 869.

## Inhalt
Nach einer Vorrede auf f. 2. Origo psalmorum David prophetae (Der Ursprung der Psalmen Davids) folgt auf f. 4v–155r der Hauptteil, der eigentliche Psalter (Psalterium Gallicanum), danach auf f. 155v–166v verschiedene Cantica, auf f. 167 das Vaterunser und weitere Gebete, auf f. 168–169 das Athanasische Glaubensbekenntnis, danach auf f. 170r–172v. Litaneien. Am Ende ist als f. 173 ein altes Vorsatzblatt eingebunden, das Teile des Officium stellae mit Neumen enthält.

## Miniaturen und Buchschmuck
Die Handschrift enthält neben mehreren ganzseitigen Initialen und gerahmten Zierseiten mit Text auf Purpurhintergrund drei ganzseitige Miniaturen:
- Auf f. 1v David mit der Harfe begleitet von vier musizierenden Gefährten.
- Auf f. 3v Kaiser Karl der Kahle, dem die Handschrift gewidmet ist.
- Auf f. 4r der heilige Hieronymus, der Übersetzer der Psalmen.

Alle Miniaturen enthalten Überschriften in Versform auf Purpurhintergrund. Alle Verse aus dem Psalter Karls des Kahlen wurden in den Monumenta Germaniae Historica herausgegeben.

## Einband

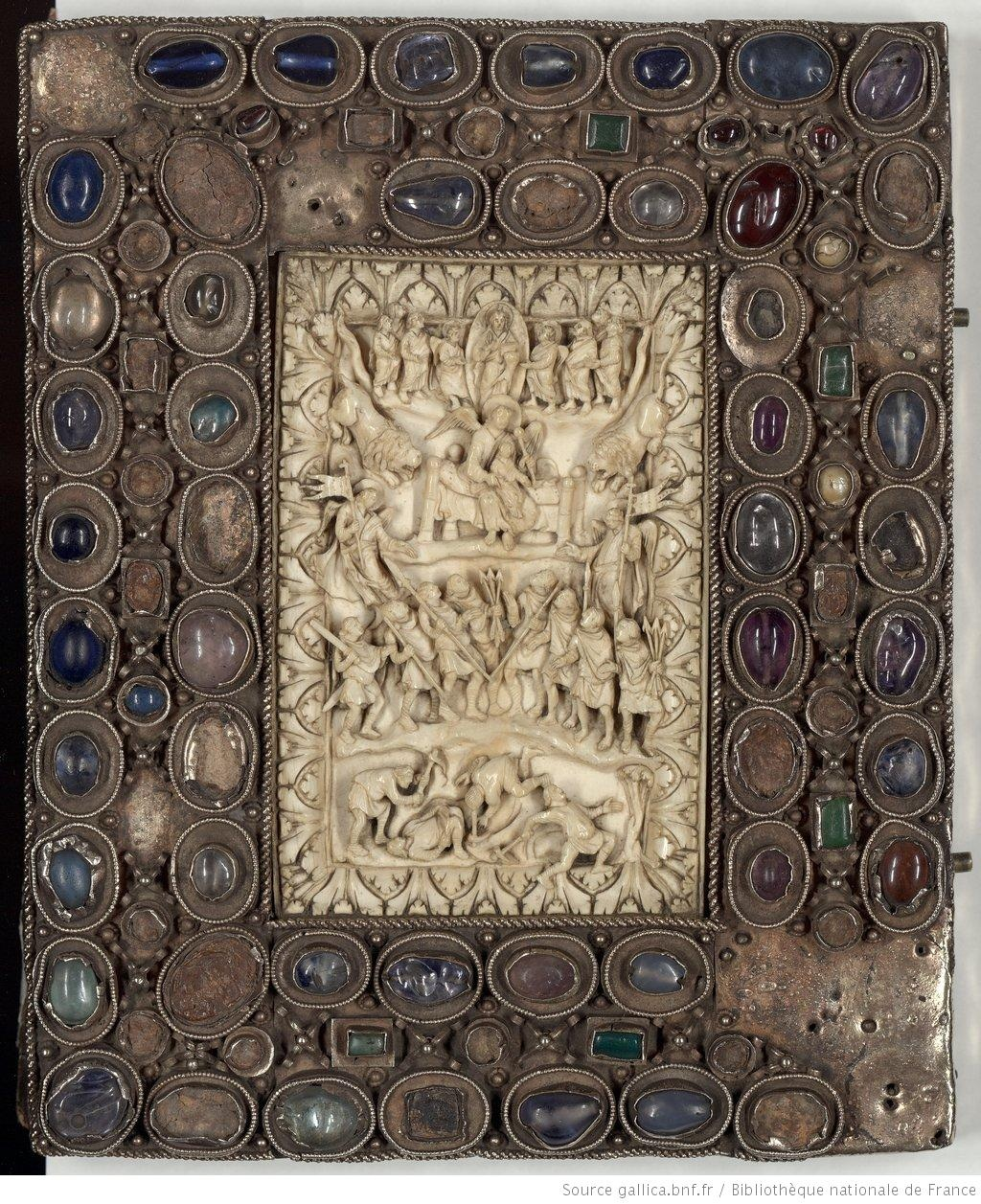
Psalter Karls des Kahlen, vorderer Einbanddeckel

Der originale karolingische Einband ist erhalten. Er besteht aus Holzdeckeln mit edelsteinbesetzten Silberbeschlägen und in der Mitte einem Elfenbeinrelief. Das Relief auf der Vorderseite illustriert in vier übereinanderliegenden Szenen den Psalm 56 (Ps 56 , Ps 57 ). Oben thront Christus in der Mandorla, von huldigenden Männern flankiert. Darunter schützt ein Engel die Seele des Psalmisten vor Löwen, die von beiden Seiten angreifen (in umbra alarum tuarum sperabo, im Schatten deiner Flügel finde ich Zuflucht). In der dritten Szene wehren Engel mit Siegesfahnen bewaffnete Krieger ab. In der untersten Szene stürzen Männer in die von ihnen gegrabene Grube. Dasselbe ikonographische Programm findet sich auch auf der entsprechenden Illustration zu Psalm 56 im Utrechter Psalter.
Das Relief auf dem hinteren Buchdeckel zeigt die Zurechtweisung Davids durch den Propheten Nathan (Ps 50 , Psalmus David, cum venit ad eum Nathan propheta, quando intravit ad Bethsabee, Ps 51 , Ein Psalm Davids, als der Prophet Natan zu ihm kam, nachdem sich David mit Batseba vergangen hatte; siehe auch 2 Sam 12,1–24 ). David steht mit Bathseba vor seinem Palast, rechts kommt Nathan, um ihn zu tadeln. Darunter liegt die Leiche des Urias, in der untersten Szene ist der Arme mit einem einzigen Lamm und der Reiche mit einer großen Herde dargestellt. Auch diese Szenen sind im Utrechter Psalter zu finden, wo allerdings dargestellt wird, wie dem Armen das Lamm weggenommen wird.

## Provenienz
Karl der Kahle schenkte die Handschrift bald nach Irmentruds Tod 869 der Kathedrale von Metz. Dort blieb sie 800 Jahre, bis sie 1674 von Jean-Baptiste Colbert erworben wurde. Die königliche Bibliothek, heute französische Nationalbibliothek, erwarb 1732 die Handschriften aus dem Nachlass Colberts.